# كاسارو
كاسارو (بالإيطالية: Cassaro)‏ هي بلدية في مقاطعة سرقوسة في صقلية الإيطالية.

## السكان
في سنة 1861 بلغ عدد السكان 1٬625 نسمة، وتطور العدد ليصل في سنة 2011 لـ 813 نسمة.
يظهر هذا المخطط البياني تطور النمو السكاني لـ كاسارو